# Taberna

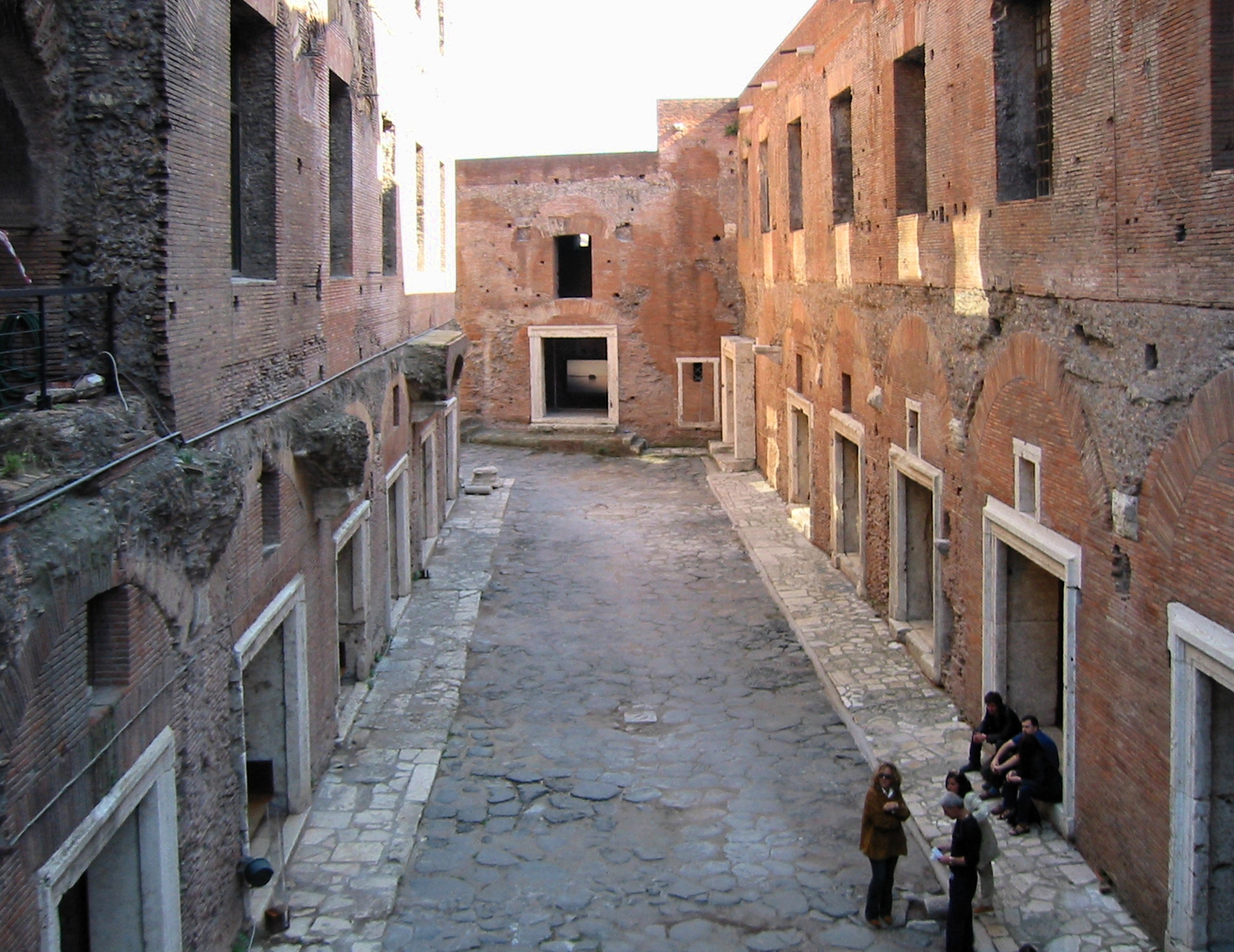
Succession de tabernae dans la via Biberatica aux marchés de Trajan.

La taberna (latin ; au pluriel, tabernae) est le nom d'un local destiné à la vente de produits au détail qui se trouvait généralement dans les aires des grands marchés de la Rome antique. Par extension, elle a pris le sens de taverne.

## Description

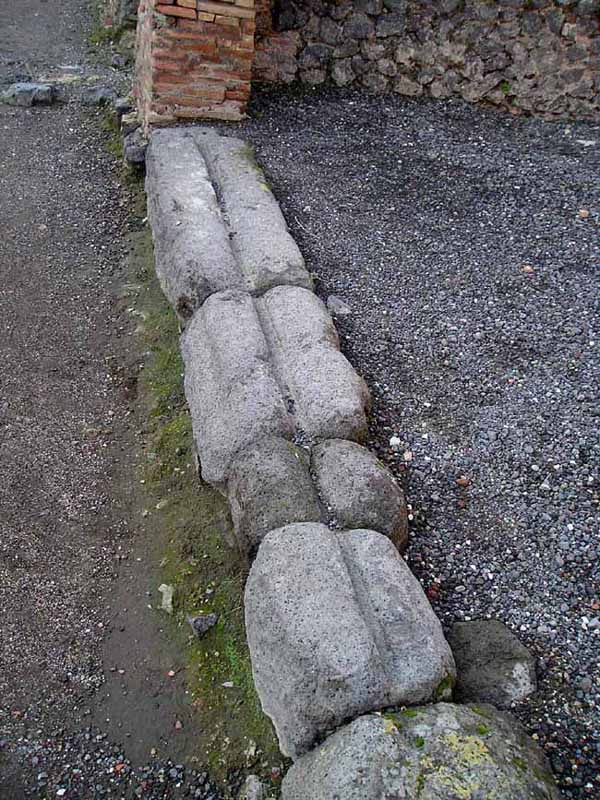
Traces de volet coulissant d'une taberna à Pompéi.

Située en rez-de-chaussée et composée habituellement d'une seule pièce, elle s'ouvrait par une large baie sur la voie publique. Chaque taberna avait une fenêtre sur le dessus pour laisser passer la lumière dans la partie supérieure du local (grenier) au plafond voûté en berceau. Le soir, la taberna se fermait au moyen de volets coulissants en bois.

## Origine
Elle apparaît probablement en Grèce, à la fin du Ve siècle av. J.-C. où les activités économiques sont importantes. Avec l'expansion de l'Empire romain en Méditerranée, le nombre de tabernae augmente considérablement notamment dans les principales zones portuaires et colonies romaines telles Pompéi, Carthagène, Délos, Corinthe, Narbonne, et Ostie.

Tabernae à Ostie
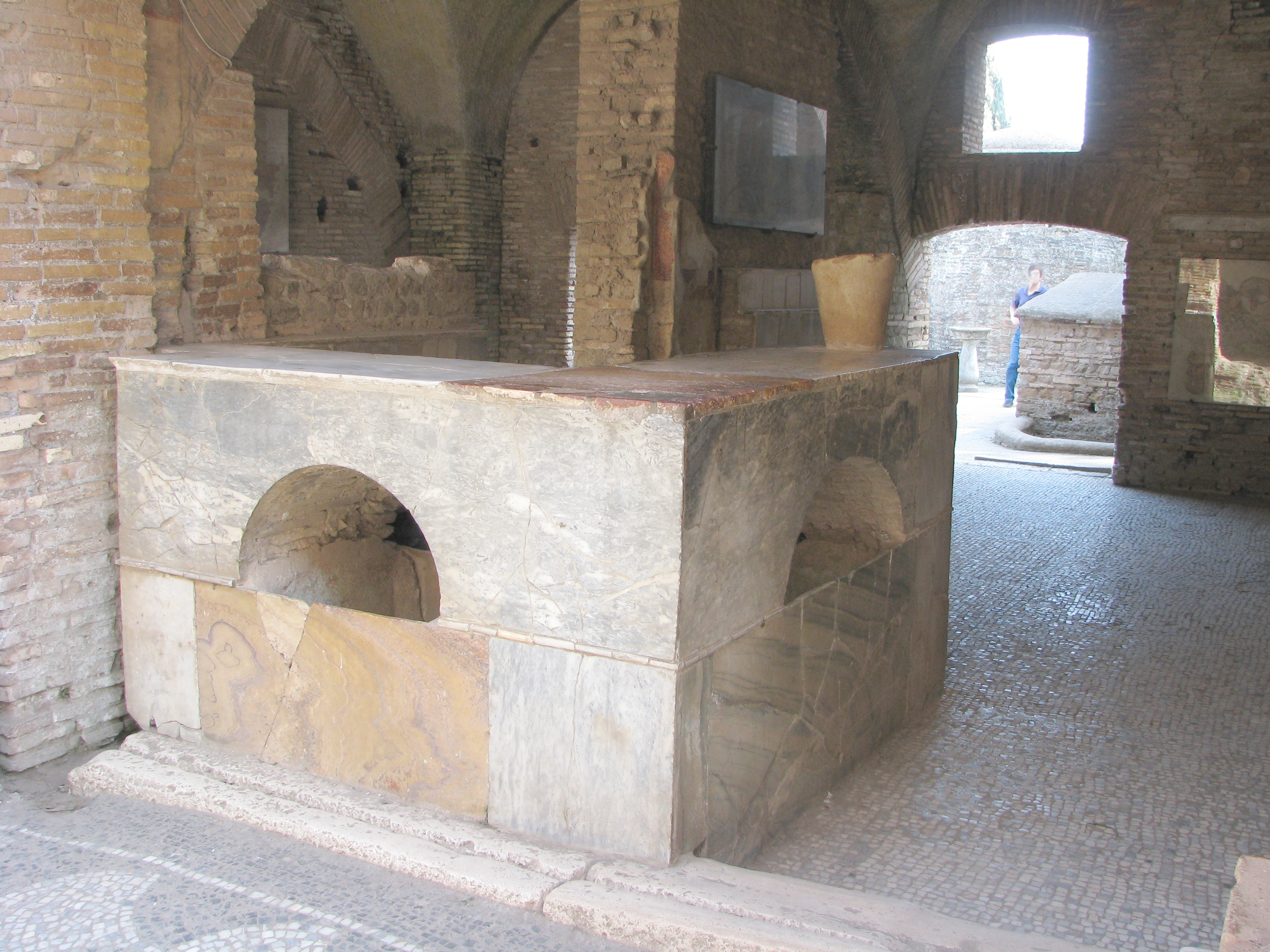
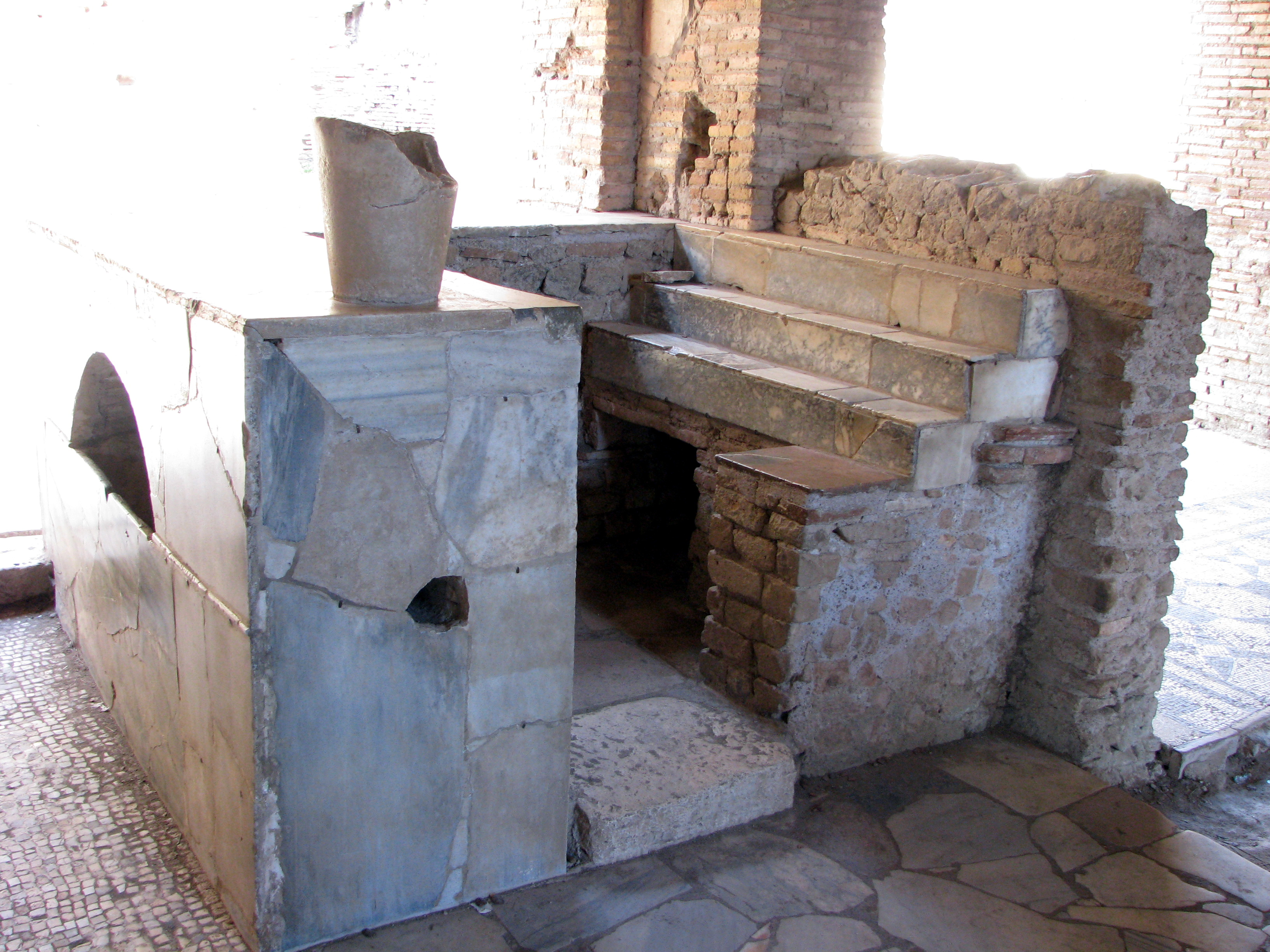
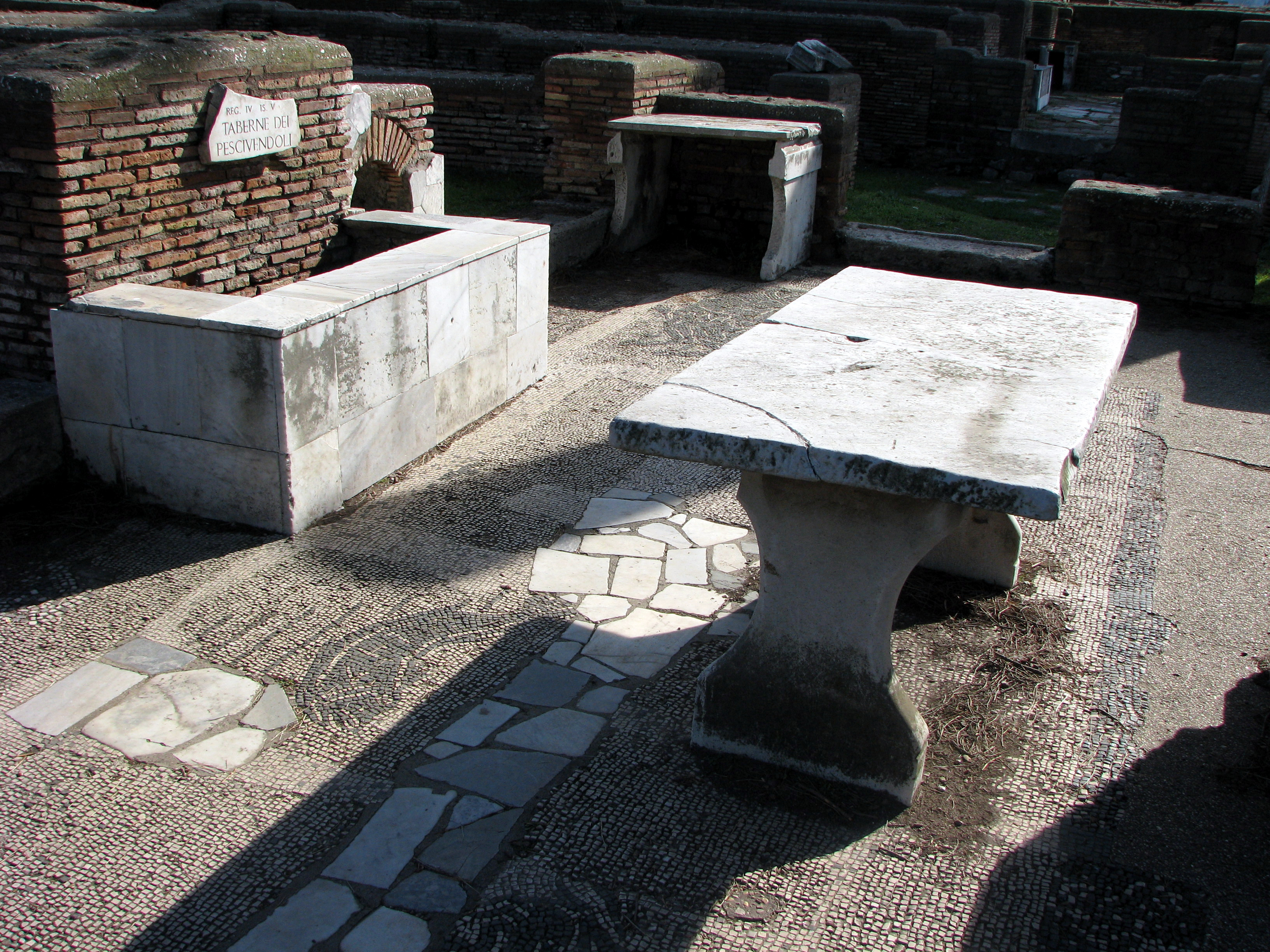

## Typologie

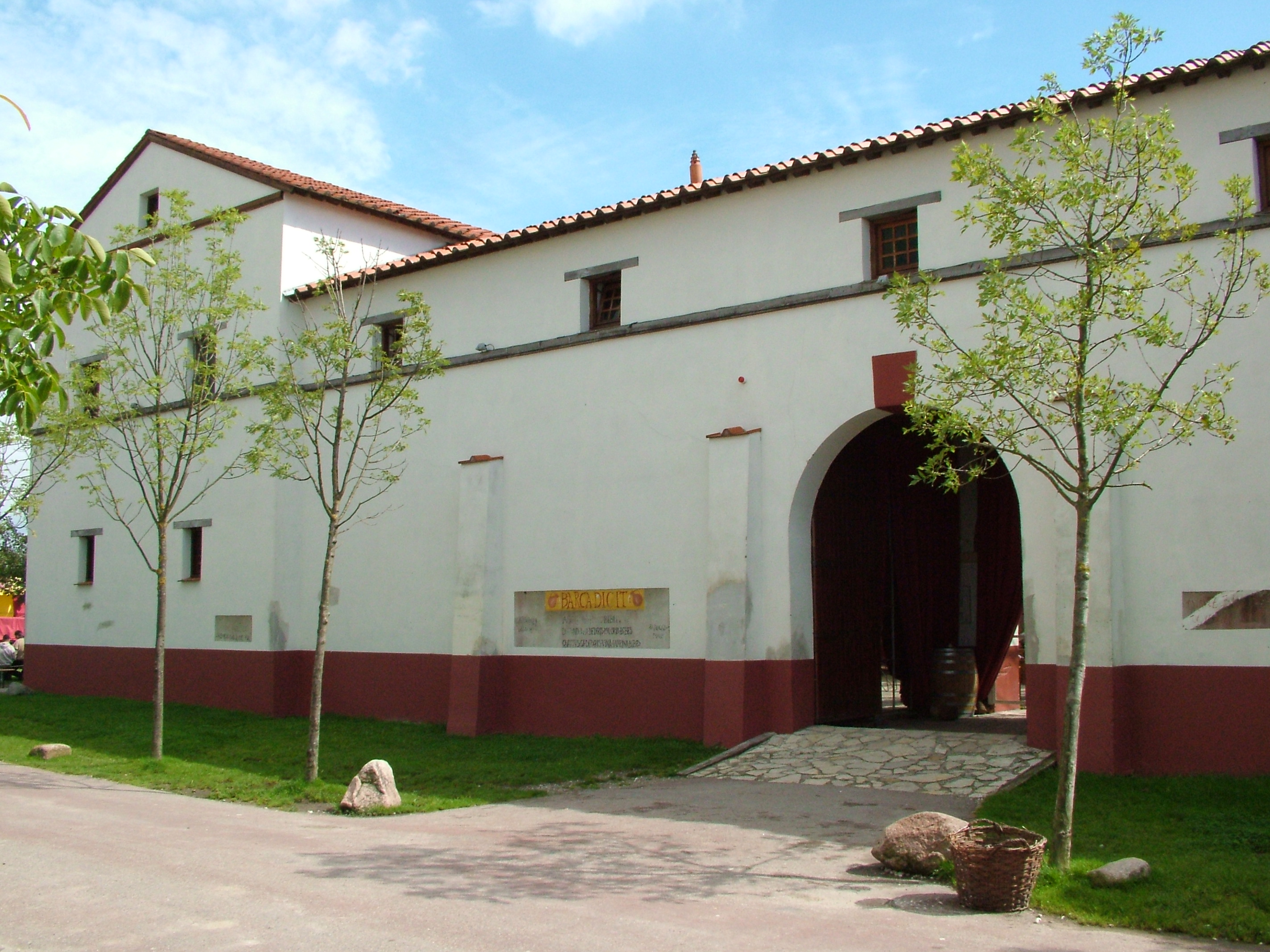
Reconstitution d'une taberna au parc archéologique d'Archéon, à Alphen aan den Rijn (Pays-Bas).

Il existait deux typologies principales de tabernae : celles situées dans des édifices privés et celles situées dans les lieux publics.
Dans les bâtiments privés, elles pouvaient se trouver dans des structures modestes mais aussi dans des blocs résidentiels d'appartements à plusieurs étages appelés insulae, principalement habités par des affranchis. Lors de l'expansion urbaine des cités romaines, de nombreuses insulae furent construites avec des locaux destinés aux tabernae au niveau inférieur. Les personnes qui géraient les tabernae étaient appelées tabernari et étaient en grande partie des affranchis qui travaillaient sous l'autorité d'un patron, voire du propriétaire du local. C'est cette façon de concevoir l'espace qui inspirera sans doute Donato Bramante quand il imaginera l'agencement du palais Caprini, symbole profane de la Haute Renaissance.
Le second type de taberna était similaire mais se différenciait par son lieu d'implantation Ces tabernae se trouvaient dans des lieux publics et les forums, zones destinées à traiter de gros volumes d'affaires. De fameux exemples encore visibles se trouvent au marchés de Trajan à Rome, construit au Ier siècle par Apollodore de Damas ainsi que dans les aires archéologiques de Pompéi et Herculanum.

## Importance

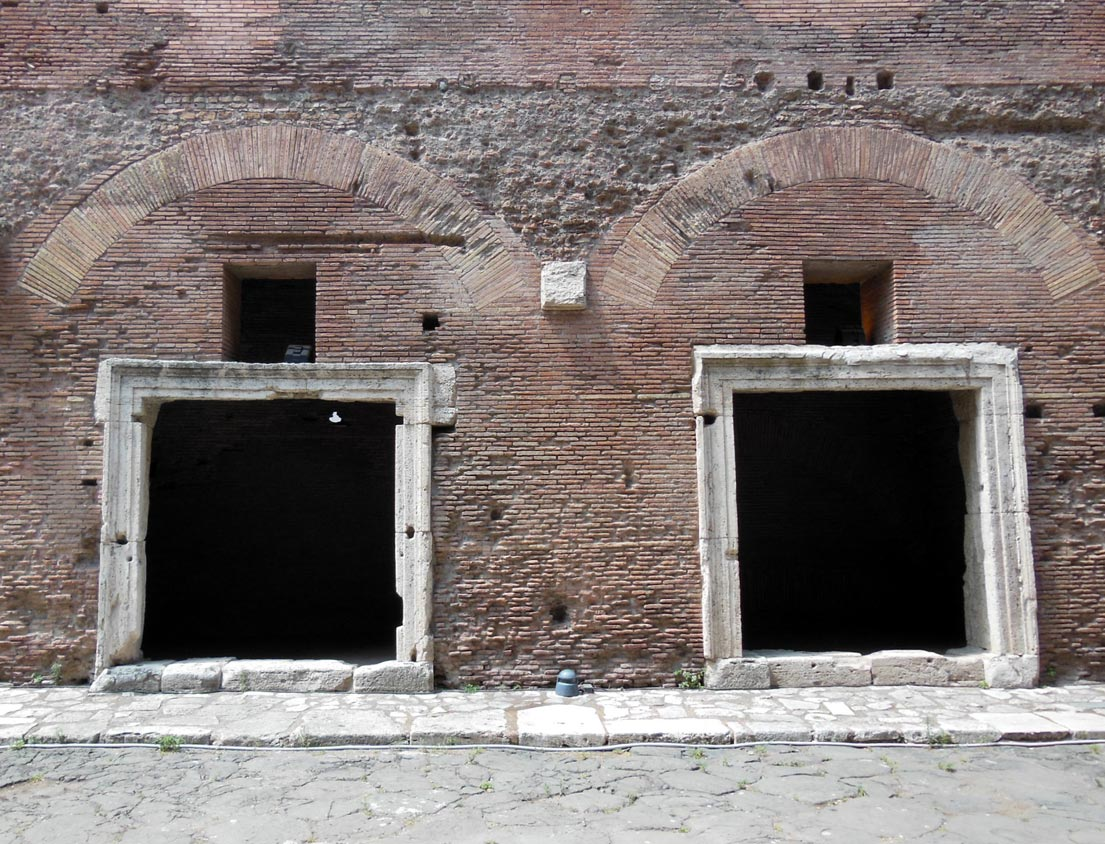
Entrées de tabernae sur le marché de Trajan.

Les tabernae révolutionnèrent l'économie romaine et, en instituant les premières reventes au détail à l'intérieur de la cité, elles créèrent une nouvelle forme de croissance économique. Dans les tabernae étaient revendus une grande variété de produits agricoles et artisanaux comme le froment, le pain, le vin, les tissus, les bijoux, et autres. Il est permis de penser que la taberna était aussi un lieu où était librement distribué, au public, diverses variétés de céréales.
Cette activité pouvait être lucrative et les affranchis l'utilisaient pour s'élever dans l'échelle sociale.